# Namibe
Namibe je grad na jugozapadu Angole. Leži na obali Atlantika. Glavni je grad istoimene provincije. Do 1985. zvao se Moçâmedes. Nakon Luande i Lobitoa, treća je najznačajnija luka u državi.
Grad su 1840. godine osnovali Portugalci.
Prema procjeni iz 2010. godine, Namibe je imao 92.609 stanovnika.